# Александер Фрейзер

Александер Г. Фре́йзер, також відомий як А. Дж. Фрейзер і Сенді Фрейзер (8 липня 1937 — 13 червня 2022) — британсько-американський інформатик.

## Навчання
Александер Фрезер здобув ступінь бакалавра у сфері авіаційної техніки у Бристольському університеті 1958 року. Потім він здобув ступінь доктора філософії (Ph.D.) в галузі обчислювальної техніки у Кембриджському університеті в 1969 році.

## Трудова діяльність
Між навчанням у бакалараті та аспірантурі Александер Фрезер працював у британській компанії з виробництва електротехнічного обладнання Ферранті, де він був відповідальним за розробку компілятора. Крім того, він спроєктував та впровадив операційну систему.
З 1966 по 1969 роки він був помічником директора з досліджень у Кембриджі, де в 1967 році він розробив і впровадив файлову систему комп'ютера Titan, а також працював над архівацією файлів, конфіденційністю та постійними іменами.

## Наукові пошуки
Він перейшов до Bell лабораторії (Bell Laboratories) у 1969 році, де винайшов мережі на основі стільникових мереж, які передбачали асинхронний режим передачі даних (ATM) і спільно розробив прототип комп'ютера зі зменшеним набором команд із методами оптимізації набору команд.
У 1982 році він став директором науково-дослідницького центру обчислювальної науки, згодом — виконавчим директором (1987), а потім — помічником віце-президента з питань інформаційних наук (1994). Як віце-президент з досліджень, він заснував у 1996 році компанію AT&T Laboratories. А в 1998 році був призначений головним науковим співробітником AT&T. Після виходу на пенсію в 2002 році він створив Fraser Research.
Александер Фрейзер обраний членом Національної академії інженерних наук та членом Британського комп'ютерного товариств, а також Інституту інженерів з електротехніки та електроніки (IEEE).

## Нагороди та визнання
Він отримав у 1989 році премію в галузі  комп'ютерів і комунікацій імені Кодзі Кобаясі «за внесок у комп'ютерні комунікації та винахід перемикання віртуальних схем».
У 1992 році Александер Фрейзер був нагороджений премією SIGCOMM за «новаторські концепції, такі як переключення віртуальних каналів комутації пакетів у режимі контролю потоку», а в 2001 році — Медаллю імені Річарда Геммінга «За новаторський внесок у архітектуру мереж зв'язку за допомогою розробки технології комутації віртуальних ланцюгів»..